# John Cale
John Davies Cale (født 9. marts 1942) er en walisisk musiker, komponist, sanger og pladeproducer. John Cale var et af de originale medlemmer af det amerikanske band The Velvet Underground. John Cale udtrådte af af The Velvet Underground i 1968 efter uoverensstemmelser med Lou Reed og har herefter haft en lang solokarriere. 
John Cale er bedst kendt for sin karriere som rockmusiker og -komponist, men han har tillige arbejdet i en række andre genrer, herunder støjrock og klassisk musik. Han har udgivet mere end 30 albums.
Cale har som pladeproducer og musiker arbejdet sammen med en lang række musikere og bands, herunder John Cage, Nick Drake, Kevin Ayers, Brian Eno, Patti Smith, The Stooges, The Modern Lovers, Squeeze, og Siouxsie & the Banshees.

## Diskografi
- Vintage Violence (1970)
- Church of Anthrax (med Terry Riley; 1971)
- The Academy in Peril (1972)
- Paris 1919 (1973)
- Fear (1974)
- Slow Dazzle (1975)
- Helen of Troy (1975)
- Honi Soit (1981)
- Music for a New Society (1982)
- Caribbean Sunset (1984)
- Artificial Intelligence (1985)
- Words for the Dying (1989)
- Songs for Drella (med Lou Reed; 1990)
- Wrong Way Up (med Brian Eno; 1990)
- Last Day on Earth (med Bob Neuwirth; 1994)
- Walking on Locusts (1996)
- HoboSapiens (2003)
- blackAcetate (2005)
- Shifty Adventures in Nookie Wood (2012)
- M:FANS (2016)
- Mercy (2023)